# Демблін
Де́мблін (пол. Dęblin) — місто в східній Польщі, на річках Вісла та Вепр. Належить до Рицького повіту Люблінського воєводства.

## Історія
1832—1847 — росіяни збудували у Дембліні Івангородську фортецю (була використана в бойових діях Першої світової та польсько-радянської воєн).
У 1920-ті роки у місті містився табір інтернованих воїнів армії УНР, деякі з вояків були поховані на місцевому цвинтарі.
25 лютого 2022 року, близько 04:00 за місцевим часом, через добу після російського вторгнення в Україну, сім важких військово-транспортних літаків Іл-76МД Повітряних сил Збройних сил України на малій висоті з вимкненими транспондерами перетнули україно-польський кордон та приземлись на польській авіабазі Демблін.

## Населення
Демографічна структура станом на 31 березня 2011 року:
|          | Загалом | Допрацездатний вік | Працездатний вік | Постпрацездатний вік |
| -------- | ------- | ------------------ | ---------------- | -------------------- |
| Чоловіки | 8934    | 1678               | 6321             | 935                  |
| Жінки    | 8773    | 1466               | 5289             | 2018                 |
| Разом    | 17707   | 3144               | 11610            | 2953                 |